# Jurij Bierieżko

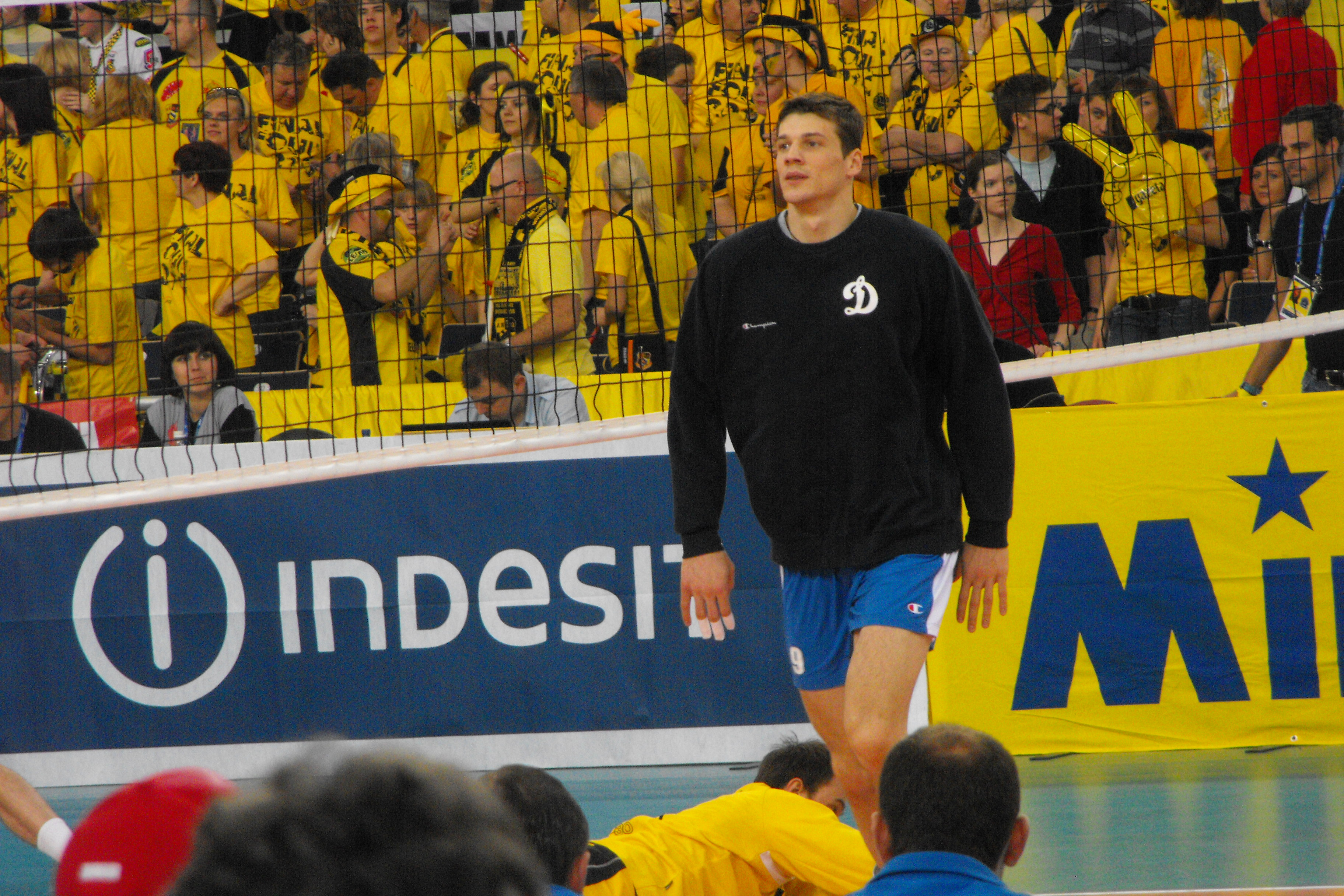
Bierieżko podczas rozgrzewki w łódzkiej Atlas Arenie przed mczem półfinałowym FF Ligi Mistrzów 2010.

Jurij Wiktorowicz Bierieżko (ros. Юрий Викторович Бережко, ur. 27 stycznia 1984 w Komsomolsku nad Amurem) – rosyjski siatkarz, reprezentant kraju, grający na pozycji przyjmującego. Mistrz olimpijski 2012 oraz brązowy medalista olimpijski 2008. Został odznaczony tytułem Zasłużonego Mistrza Sportu.

## Przebieg kariery
| 2001–2004                 | Jarosławicz Jarosław |
| 2004–2010                 | Dinamo Moskwa        |
| 2010/2011                 | Casa Modena          |
| 2011–2013                 | Zenit Kazań          |
| 2013/2014                 | Dinamo Krasnodar     |
| 2014–2021 (do 18.11.2021) | Dinamo Moskwa        |
| 2020/2021 (od 21.01.2021) | Galatasaray Stambuł  |
| 2021–                     | Zenit Kazań          |

## Sukcesy klubowe
Mistrzostwo Rosji:
- 2006, 2008, 2012
- 2004, 2005, 2007, 2016, 2017
- 2010, 2013, 2015, 2018

Puchar Rosji:
- 2006, 2008, 2020, 2021[3]

Liga Mistrzów:
- 2012
- 2010
- 2007, 2013

Superpuchar Rosji:
- 2008, 2009, 2011, 2012

Klubowe Mistrzostwa Świata:
- 2011

Puchar CEV:
- 2015

Brązowy medalista Mistrzostw Turcji:
- 2021

## Sukcesy reprezentacyjne
Liga Europejska:
- 2005

Liga Światowa:
- 2011
- 2007, 2010
- 2006, 2008, 2009

Mistrzostwa Europy:
- 2017
- 2007

Puchar Świata:
- 2007

Igrzyska Olimpijskie:
- 2012
- 2008

Memoriał Huberta Jerzego Wagnera:
- 2018
- 2017

## Nagrody indywidualne
- 2007: Najlepszy atakujący Ligi Światowej
- 2007: Najlepszy atakujący Mistrzostw Europy
- 2009: Najlepszy przyjmujący Ligi Światowej
- 2009: Najlepszy serwujący Mistrzostw Europy
- 2013: Najlepszy przyjmujący Ligi Mistrzów

## Odznaczenia
- Order Przyjaźni (13 sierpnia 2012 roku)[4].
- Tytuł Zasłużonego Mistrza Sportu (2008).